# NBA-Draft 1981
In dieser Liste werden die Ergebnisse des NBA-Drafts 1981 dargestellt. Dies ist eine Veranstaltung der Basketballliga NBA, bei der die Teams der Liga die Rechte an verfügbaren Nachwuchsspielern erwerben können. Meistens kommen die gedrafteten Spieler direkt vom College, aber auch aus Ligen außerhalb Nordamerikas und früher auch von der Highschool.
Die bekanntesten aus dem NBA-Draft 1981 hervorgegangene Spieler sind wohl Isiah Thomas, der in die Hall of Fame aufgenommen wurde, sowie Buck Williams, Tom Chambers, Rolando Blackman, Kelly Tripucka, Danny Ainge und Mark Aguirre. Diese Spieler konnten in ihrer Karriere große Erfolge feiern und waren die besten des Draft-Jahrgangs.

## Runde 1
| Pick | Spieler (Position)     | Nationalität       | NBA Team               | vorheriges Team/College |
| ---- | ---------------------- | ------------------ | ---------------------- | ----------------------- |
| 1    | Mark Aguirre (PF/SF)   | Vereinigte Staaten | Dallas Mavericks       | DePaul                  |
| 2    | Isiah Thomas (PG)      | Vereinigte Staaten | Detroit Pistons        | Indiana                 |
| 3    | Buck Williams (PF/C)   | Vereinigte Staaten | New Jersey Nets        | Maryland                |
| 4    | Al Wood (SG/SF)        | Vereinigte Staaten | Atlanta Hawks          | North Carolina          |
| 5    | Danny Vranes (SF)      | Vereinigte Staaten | Seattle SuperSonics    | Utah                    |
| 6    | Orlando Woolridge (PF) | Vereinigte Staaten | Chicago Bulls          | Notre Dame              |
| 7    | Steve Johnson (C/PF)   | Vereinigte Staaten | Kansas City Kings      | Oregon State            |
| 8    | Tom Chambers (PF/C)    | Vereinigte Staaten | San Diego Clippers     | Utah                    |
| 9    | Rolando Blackman (SG)  | Vereinigte Staaten | Dallas Mavericks       | Kansas State            |
| 10   | Albert King (SF/SG)    | Vereinigte Staaten | New Jersey Nets        | Maryland                |
| 11   | Frank Johnson (G)      | Vereinigte Staaten | Washington Bullets     | Wake Forest             |
| 12   | Kelly Tripucka (SF/SG) | Vereinigte Staaten | Detroit Pistons        | Notre Dame              |
| 13   | Danny Schayes (C/PF)   | Vereinigte Staaten | Utah Jazz              | Syracuse                |
| 14   | Herb Williams (C/PF)   | Vereinigte Staaten | Indiana Pacers         | Ohio State              |
| 15   | Jeff Lamp (SF/SG)      | Vereinigte Staaten | Portland Trail Blazers | Virginia                |
| 16   | Darnell Valentine (PG) | Vereinigte Staaten | Portland Trail Blazers | Kansas                  |
| 17   | Kevin Loder (SF/SG)    | Vereinigte Staaten | Kansas City Kings      | Alabama State           |
| 18   | Ray Tolbert (PF)       | Vereinigte Staaten | New Jersey Nets        | Indiana                 |
| 19   | Mike McGee (SG/SF)     | Vereinigte Staaten | Los Angeles Lakers     | Michigan                |
| 20   | Larry Nance (PF/C)     | Vereinigte Staaten | Phoenix Suns           | Clemson                 |
| 21   | Alton Lister (C/PF)    | Vereinigte Staaten | Milwaukee Bucks        | Arizona State           |
| 22   | Franklin Edwards (PG)  | Vereinigte Staaten | Philadelphia 76ers     | Cleveland State         |
| 23   | Charles Bradley (SG)   | Vereinigte Staaten | Boston Celtics         | Wyoming                 |

## Weitere wichtige Picks
| Pick | Spieler     | Position | Nationalität       | Team           | vorheriges Team/College |
| ---- | ----------- | -------- | ------------------ | -------------- | ----------------------- |
| 31   | Danny Ainge | G        | Vereinigte Staaten | Boston Celtics | BYU                     |